# フィリップ・アイランド・サーキット
フィリップ・アイランド・グランプリ・サーキット（Phillip Island Grand Prix Circuit）は、オーストラリア・ビクトリア州のウェスタンポート湾の入り口に浮かぶフィリップ島にあるサーキット。ロードレース世界選手権 (MotoGP) のオーストラリアグランプリの開催地として知られる。

## サーキットの特徴

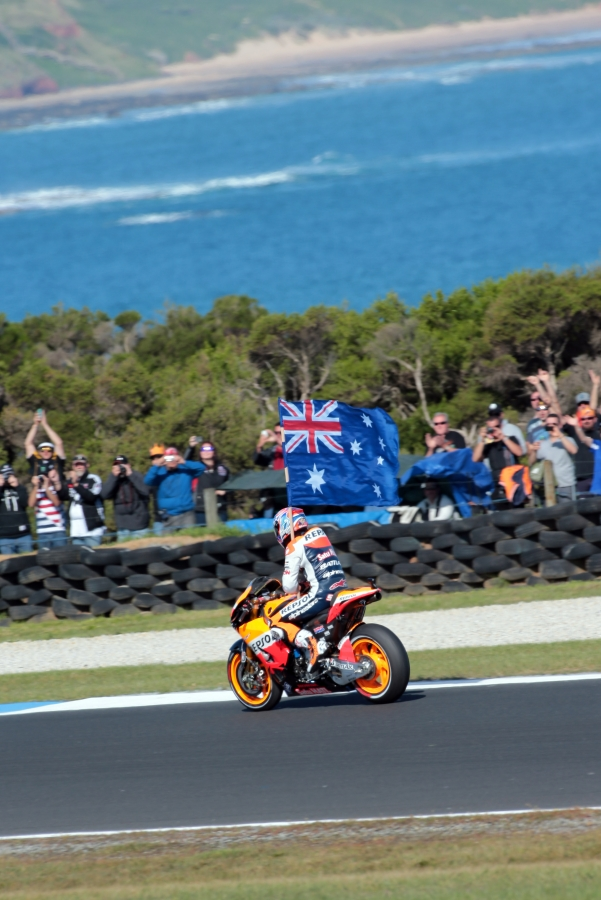
2012年オーストラリアGP

全長4448m、コース幅13m、ホームストレート900m。右ターン5つ、左ターン7つ合計12個のコーナーレイアウトを持つ。各ストレートおよびコーナーの名前はグランドスタンド前からGARDER STRATGHT、TURN1 DooHAN CORNER、TURN2 SOUTHERN LOOP、BASS STRAIT、TURN6 SIBERIA、TURN9 LUKEY HEIGHTS。
フィリップ島の南岸に位置しており、1コーナーの向こうには雄大なバス海峡が広がり、カモメが空を舞う風光明媚なサーキットである。すぐ側が海という立地上、風が非常に強い。全体的に中高速コーナーが多く、全長の割にはアベレージスピードが高い。高低差も激しく、難しいコースの一つに挙げられる。
パッシングポイントとしてはスタートから右ターンが続いた後の最初の左タイトターンであるターン4、そこでラインをクロスさせて突っ込むターン5辺りが第一。もう一つは下りの10コーナーで突っ込み勝負を仕掛けるパターン。長い左旋回の最終コーナーからフィニッシュラインまでが長いので、上手くスリップストリームに入れれば最後の最後で大逆転する事も可能。2000年最終戦ではGP250ccクラスの中野真矢がトップチェッカー目前でオリビエ・ジャックに抜かれ、ジャックが逆転チャンピオン獲得というドラマが起きた。
電子制御の発達前は最終コーナーでリアタイヤから白煙が上がるほどの派手なドリフト走行が見られたが、現在ではトラクションコントロールが効くギリギリを狙い、立ち上がりのスピードを稼ぐ乗り方が主流となっている。

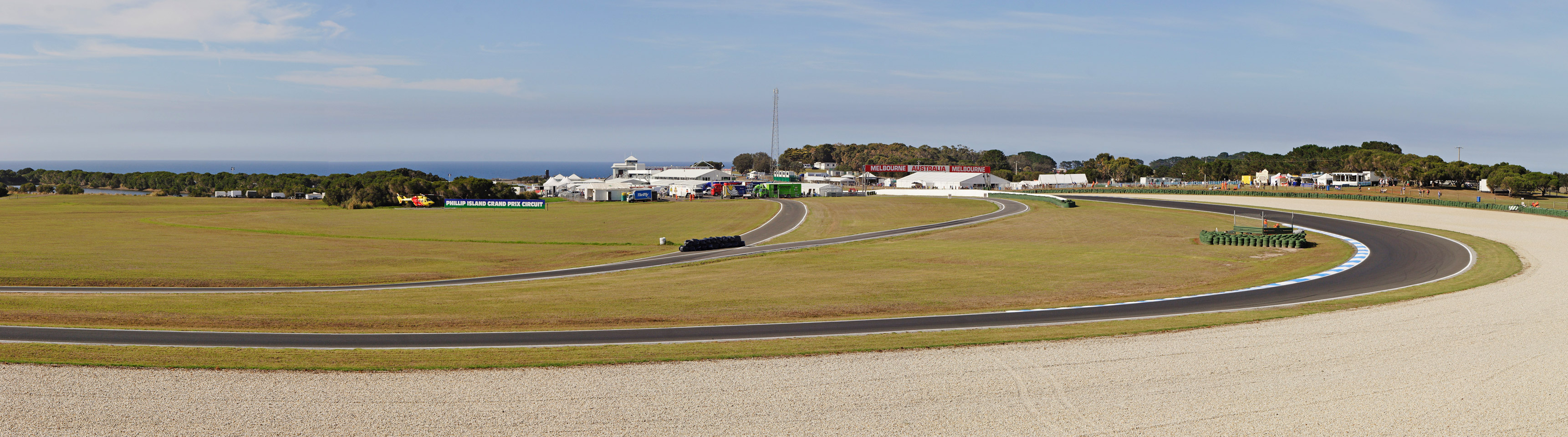

## コースレコード
| カテゴリー       | 記録       | ドライバー         | メーカー・車種                  | 樹立日         |
| ---------------- | ---------- | ------------------ | ------------------------------- | -------------- |
| フォーミュラ3000 | 1分24秒221 | シモン・ウィリス   | レイナード・94D                 | 2000年2月13日  |
| MotoGP           | 1分27秒767 | ホルヘ・マルティン | ドゥカティ・デスモセディチ GP22 | 2022年10月15日 |